# Тикондерога (форт)
Форт Тикондеро́га, ранее форт Карильон — форт бастионного типа, построенный французами в период с октября 1755 по 1757 год во время Франко-индейской войны близ южной оконечности озера Шамплейн (ныне в северной части штата Нью-Йорк, США). Он был построен французским военным инженером канадского происхождения Мишелем Шартье де Лобиньером (маркизом де Лобиньер).
Форт имел стратегическое значение во время колониальных конфликтов XVIII в. между Великобританией и Францией и снова сыграл важную роль во время Войны за независимость США.
Форт контролировал речной волок вдоль устья изрезанной порогами реки Ла-Шут между озерами Шамплейн и Джордж, часть торгового пути между контролируемой англичанами долиной Гудзона и подконтрольной Франции долиной реки Святого Лаврентия. 
Значимость форта усиливалась рельефом прилегающей местности. Оба озера длинные и узкие, вытянутые с севера на юг параллельно хребтам Аппалачских гор, простирающихся далеко на юг в Джорджию и создающих почти непроходимую горную местность к востоку и западу от Большой Аппалачской долины, северный вход в которую контролировал форт. 
Название «Тикондерога» происходит от ирокезского слова tekontaró:ken, которое означает «на стыке двух водных путей».

## История

### Сражение при Карильоне
В 1758 году во время Битвы при Карильоне 4 000 французских защитников форта сумели отразить нападение британских войск численностью до 16 000 человек. 

### Захват форт англичанами (1759)
В 1759 году англичане вернулись и выбили французский гарнизон из крепости. 

### Захват форта американцами (1775)
В мае 1775 года, когда уже начались вооружённые столкновения между американскими колонистами и британской армией, ополченцы Массачусетса и ополченцы Вермонта  (Green Mountain Boys) под командованием Итана Аллена и Бенедикта Арнольда внезапным ночным нападением отбили форт у англичан. Трофейные пушки были доставлены в Бостон, где их развёртывание заставило англичан покинуть город в марте 1776 года. 

### Захват форта англичанами (1777)
Американцы держали оборону до июня 1777 года, когда британские войска под командованием генерала Джона Бургойна осадили форт и угрожали войскам Континентальной армии, заставив их уйти из форта и прилегающих укреплений. 
Единственное прямое нападение в форт состоялось в сентябре 1777 года, когда Джон Браун во главе 500 американцев предпринял неудачную попытку захватить форт, обороняемый сотней англичан.
Англичане покинули форт после провала Саратогской кампании осенью 1777 года. 
После 1781 года форт потерял военное значение. Впоследствии он превратился в руины и использовался как источник строительного камня, металла и дерева. В XIX веке он стал достопримечательностью на туристских маршрутах. В начале XX века частные владельцы восстановили форт. Сейчас он функционирует как туристическая достопримечательность, музей и исследовательский центр.